# موضة إسلامية
الموضة الإسلامية هي ظاهرة نشأت من مزيج من مجموعة من الممارسات الإسلامية (التي توجد فيها الحاجة إلى تغطية مجموعة محددة من أجزاء الجسم) والحاجة والرغبة المتزايدة لتضمين هذه الملابس المحددة في صناعة أزياء أوسع. إن النمو العالمي «لقطاع المستهلكين المسلمين، والذي يوثق صراحةً الروابط بين التدين والموضة، ويشجع المسلمات على أن يَكُنَّ مغطيات وعصريات ومتواضعات وجميلات»، هو حديث نسبياً: الموضة الإسلامية كظاهرة خاصة بدأت بالظهور في الثمانينيات.

## طالع المزيد
- الإسلام
- اللباس في الإسلام
- المرأة في الإسلام
- حجاب
- موضة